# Прометей (масонская ложа)
Прометей № 558 — масонская ложа была основана в Париже 19 января 1927 году, под юрисдикцией Великой ложи Франции.

## Ложа «Прометей» № 558 ВЛФ
Ложа «Прометей» № 558 основана в конце 1926 мусульманами-горцами и частью грузин, вышедших из ложи «Золотое руно» № 536 Великой ложи Франции. Инсталляция ложи проведена 19 января 1927 года. Работала под юрисдикцией Великой ложи Франции под № 558 по Древнему и принятому шотландскому уставу. С начала 1928 года грузины — члены ложи стали выходить из этой мастерской. Закрыта (усыплена) в начале 1930 года.
Общая численность ложи за 4 года её существования составила 37 масонов.